# Banbjörnbär
Banbjörnbär (Rubus bifrons) är en rosväxtart som beskrevs av Lorenz Chrysanth von Vest och Leopold Trattinnick. Banbjörnbär ingår i släktet rubusar, och familjen rosväxter. Inga underarter finns listade i Catalogue of Life.

## Bildgalleri

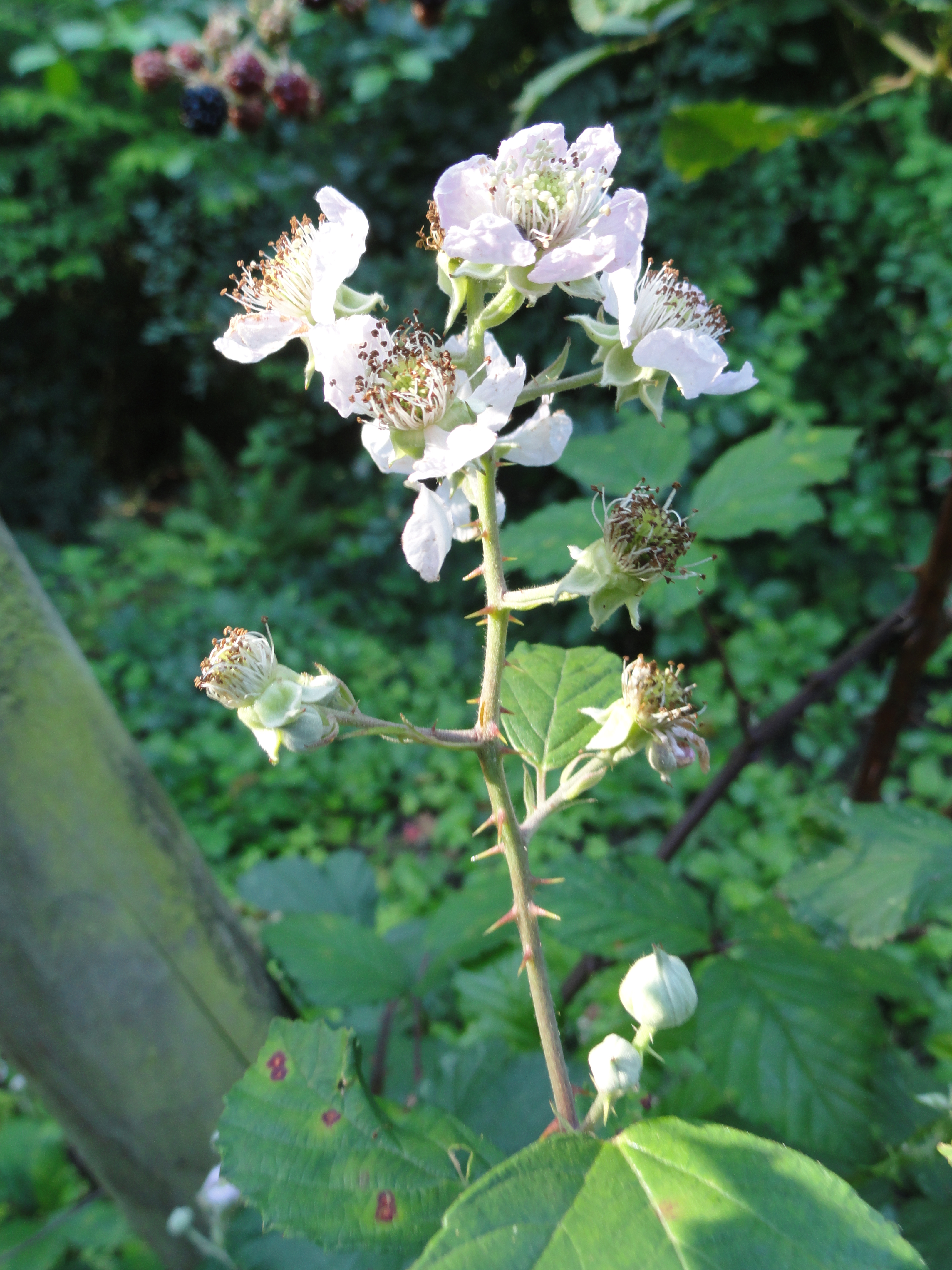
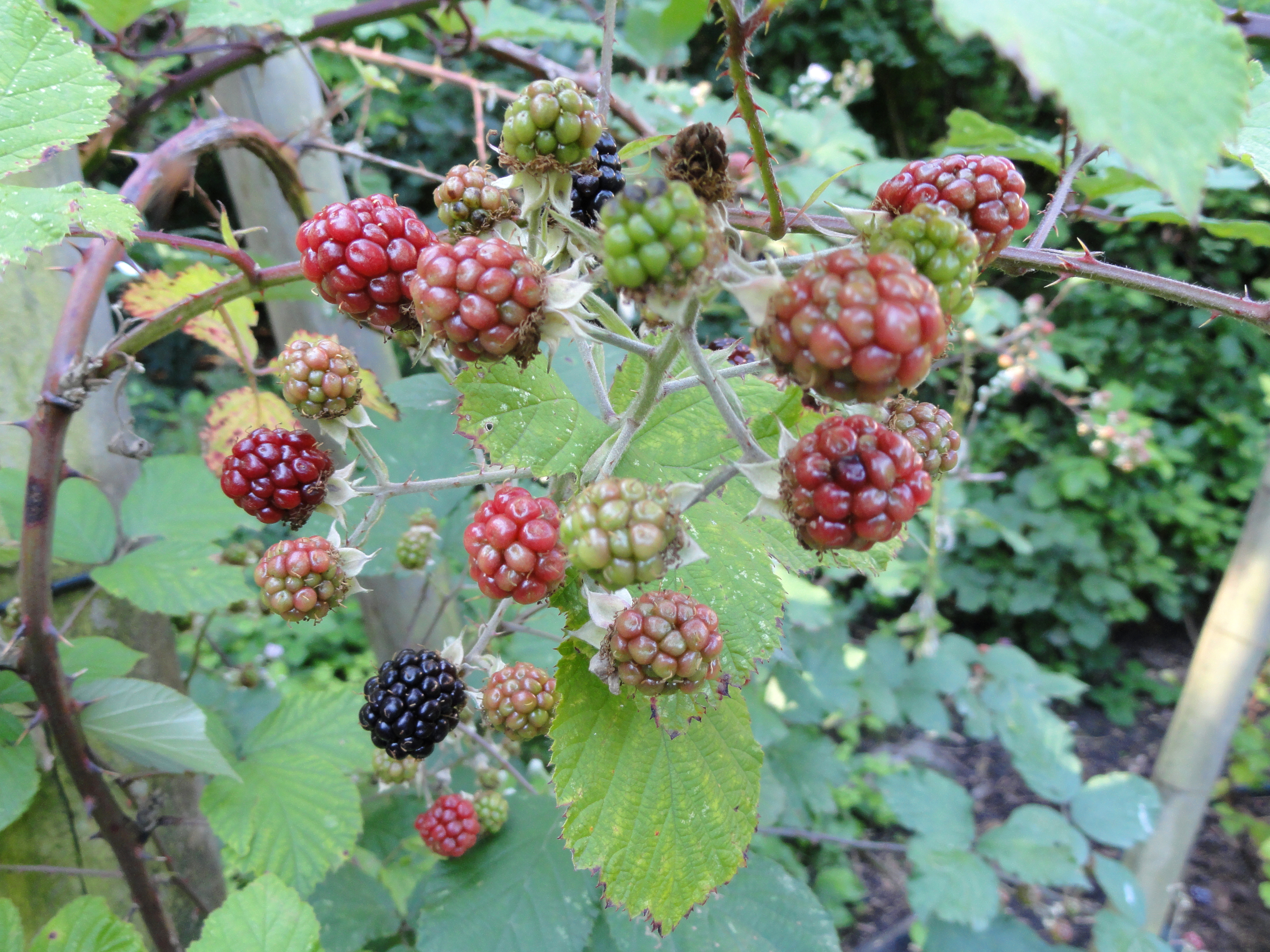